# Si bémol majeur

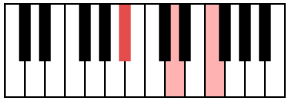
L'accord parfait de si bémol majeur se compose des notes suivantes : si♭, ré, fa.

La tonalité de si bémol majeur se développe en partant de la note tonique si bémol. Elle est appelée B-flat major en anglais et B-dur en allemand.
L'armature coïncide avec celle de la tonalité relative, sol mineur.
L’échelle de si bémol majeur est : si♭, do, ré, mi♭, fa, sol, la, si♭.
- tonique : si♭
- médiante : ré
- dominante : fa
- sensible : la

Altérations : si♭, mi♭.

## Compositions célèbres en si♭ majeur
- Concerto pour piano nº 27 de Mozart
- Symphonie nº 4 de Beethoven
- Grande Fugue de Beethoven
- Sonate pour piano nº 29 de Beethoven
- Trio pour piano et cordes nº 1 de Schubert
- Symphonie nº 2 de Mendelssohn
- Symphonie nº 1 de Schumann
- Concerto pour piano nº 2 de Brahms
- Symphonie nº 5 de Prokofiev
- Symphonie nº 5 de Bruckner
- Ave Maria de Schubert
- Voix du printemps de Johann Strauss fils